# Platoecobius kooch
Espèce
Platoecobius kooch est une espèce d'araignées aranéomorphes de la famille des Oecobiidae.

## Distribution
Cette espèce est endémique d'Argentine. Elle se rencontre dans les provinces de Río Negro et de Chubut.

## Description
La femelle holotype mesure 2,8 mm.

## Étymologie
Cette espèce est nommée en référence au dieu Kóoch de la mythologie des Tehuelches.

## Publication originale
- Santos & Gonzaga, 2008 : Two new Neotropical spiders of the genera Oecobius and Platoecobius (Araneae: Oecobiidae). Zootaxa, no 1786, p. 61-68.